# The Goodbye Girl (álbum)
The Goodbye Girl, (A Garota do Adeus (em português), é um álbum da banda de rock Australiana Epicure. Foi lançado em 8 de março de 2004..

## Faixas
1. "Goodbye Girl" - 3:07
2. "Armies Against Me" - 5:11
3. "Firing Squad" - 4:15
4. "Sunlight (for Bronwyn)" - 4:47
5. "So Broken" - 4:23
6. "Life Sentence" - 4:49
7. "Twelve Months of Winter" - 4:52
8. "Clay Pigeons" - 6:48
9. "Self Destruct in Five" - 4:02
10. "Rainy Day" - 4:35
11. "No-one's Listening" - 4:58
12. "Distant Seas" - 7:14

## Singles
- "Armies Against Me" - #21 Triple J Hottest 100 2003
- "Life Sentence - #73 Triple J Hottest 100 2003
- "Self Destruct In Five" - #64 Triple J Hottest 100 2004